# Дом на Кэрролл-стрит
«Дом на Кэрролл-Стрит» (англ. The House on Carroll Street)  — кинофильм.

## Сюжет
Действие разворачивается в США 1950-х годов, в эпоху маккартизма. Молодая коммунистка Эмили Крейн (Келли МакГиллис) потеряла место редактора в журнале «Life» за «подрывную деятельность». В поисках работы она нанимается на службу к пожилой женщине. Находясь в доме старой леди, Эмили случайно оказывается свидетельницей спора, разгоревшегося у соседей и, таким образом, случайно узнаёт важную тайну. Она посвящает в свой секрет влюблённого в неё агента ФБР (Джефф Дэниэлс), ещё не зная, что над ней самой нависла смертельная угроза.

## Критика
Роджер Эберт, кинокритик из Chicago Sun-Times, поставил фильми 3 звезды из 4. Он похвалил актерскую игру и отметил наличие «милой и ироничной двойной противоположности в том факте, что правительство следует за хорошим человеком, который кажется злым, и обнаруживает злых людей, которые кажутся хорошими». Джанет Маслин из The New York Times дала неоднозначную оценку фильму, заявив: «Мистер Йетс делает все возможное, чтобы сделать фильм стильным историческим триллером, но амбициозные сцены ускользают от него».